# 추축군과 연합군
추축군과 연합군(Axis & Allies 혹은 Axis and Allies, 팬들 사이에서는 A&A 로 불린다.)은 제2차 세계 대전을 무대로 한 전쟁 보드게임으로 대중적인 인기를 누린 게임이다.
노바 게임즈에서 래리 해리스(Larry Harris)가 처음 디자인하여 판매하였고, 이후 좋은 평판을 받으며 대중적인 인기를 끌자 밀톤 브랜들리사(Milton Bradley Company)에서 다시 재발매하게 되었다. 밀톤 브랜들리가 재발매한 추축군과 연합군은 1984년 독일마스터가 선정한 가장 성공한 전략게임 5가지중 하나로 선정되었다.
2004년 4월 유명 완구회사 하스브로(Hasbro)에서 추축군과 연합군을 새롭게 디자인과 룰을 수정하여 수정판 버전을 자회사 아발론 힐(Avalon Hill)의 이름으로 발매하였다. 이 게임은 새로운 룰과 함께 5명의 플레이어가 각자 추축군(독일과 일본)과 연합군(영국,소련,미국)진영을 선택할 수 있다. 이 게임의 목적은 상대방과 전투를 벌여 승리한 뒤 영토를 빼앗아 일정조건을 채우는 것이다.
추축군과 연합군은 다른 정밀하고 심오한 역사적 전투게임과는 달리 쉽고 간단한 룰을 제공함으로 보다 많은 사람들이 즐길 수 있게 만들었다. 예를 들면 경제에 관련된 부문을 간단명료하게 하여 맵의 영역에 쓰여진 숫자를 "IPCs"(Industrial Production Certificates;공업 생산력)로 표시하여 턴 마지막에 국가의 수입으로 받아 이것으로 유닛을 구입할 수 있게 했다.
게임이 시작하는 시기는 1942년 봄으로서, 역사상 추축군의 최대 진격선을 배경으로 한다. 일본은 진주만 기습 후 동남아시아의 섬을 모두 점령한 상태고 독일은 소련과 치열한 전투를 벌이고 있다.
기본적으로 이 게임의 목적은 적과 싸워 물리친 다음 적의 영토를 점령해 최종적으로 적의 수도를 두 곳 점령한 다음 한 턴을 버티면 된다. 물론 경제력이 약한 추축군의 경우 "경제적 승리"(economic victory)라는 조건이 있다.

### 유닛
| 유닛 이름                     | 버전     | IPC 가격 | 공격력 | 방어력 | 이동력 | 참고                                                                               |
| ----------------------------- | -------- | -------- | ------ | ------ | ------ | ---------------------------------------------------------------------------------- |
| 보병 (Infantry)               | 오리지널 | 3        | 1      | 2      | 1      |                                                                                    |
| 보병 (Infantry)               | 수정판   | 3        | 1      | 2      | 1      |                                                                                    |
| 기갑 (Armor)                  | 오리지널 | 5        | 3      | 2      | 2      |                                                                                    |
| 기갑 (Armor)                  | 수정판   | 5        | 3      | 3      | 2      | 이름이 "전차(Tank)"로 변경                                                         |
| 포병 (Artillery)              | 수정판   | 4        | 2      | 2      | 1      | 전투시 해당 전투에 참가한 보병의 공격력을 +1 올려준다. (포 1개 당 보병 1명을 지원) |
| 전투기 (Fighter)              | 오리지널 | 12       | 3      | 4      | 4      |                                                                                    |
| 전투기 (Fighter)              | 수정판   | 10       | 3      | 4      | 4      |                                                                                    |
| 폭격기 (Bomber)               | 오리지널 | 15       | 4      | 1      | 6      | '전략적 폭격'으로 적이 보유한 IPC를 파괴할 수 있다.                                |
| 폭격기 (Bomber)               | 수정판   | 15       | 4      | 1      | 6      | '전략적 폭격'으로 적이 보유한 IPC를 파괴할 수 있다.                                |
| 대공포 (Anti-aircraft gun)    | 오리지널 | 5        | 0      | 0      | 1      | 전투 시작시 적 항공기(전투기&폭격기)에 대해 단 한 번만 공격이 가능.                |
| 대공포 (Anti-aircraft gun)    | 수정판   | 5        | 0      | 0      | 1      | 공격측의 수만큼 공격.                                                              |
| 구축함 (Destroyer)            | 수정판   | 12       | 3      | 3      | 2      | 잠수함의 모든 특수 기능을 무효화.                                                  |
| 전함 (Battleship)             | 오리지널 | 24       | 4      | 4      | 2      |                                                                                    |
| 전함 (Battleship)             | 수정판   | 24       | 4      | 4      | 2      | 두번 공격이 명중당해야 파괴된다.                                                   |
| 항공모함 (Aircraft Carrier)   | 오리지널 | 18       | 1      | 3      | 2      | 두 대의 전투기를 실을 수 있다.                                                     |
| 항공모함 (Aircraft Carrier)   | 수정판   | 16       | 1      | 3      | 2      | 두 대의 전투기를 실을 수 있다.                                                     |
| 수송함 (Transport)            | 오리지널 | 8        | 0      | 1      | 2      | 2개의 보병 혹은 1개의 아무 지상유닛을 실을 수 있다.                                |
| 수송함 (Transport)            | 수정판   | 8        | 0      | 1      | 2      | 1개의 지상유닛과 함께 1개의 보병유닛을 실을 수 있다.                               |
| 잠수함 (Submarine)            | 오리지널 | 8        | 2      | 2      | 2      | Gets to bypass some rules, for "free shots"                                        |
| 잠수함 (Submarine)            | 수정판   | 8        | 2      | 2      | 2      | 공격/방어 시 선제공격을 수행하며, 후퇴하는 대신 잠수가 가능하다.                   |
| 생산공장 (Industrial Complex) | 오리지널 | 15       | 0      | 0      | 0      | 게임 시작 시 지어진 공장에서는 생산하는 유닛 개수 제한이 없다.                     |
| 생산공장 (Industrial Complex) | 수정판   | 15       | 0      | 0      | 0      | 모든 공장에서는 턴마다 해당 지역의 경제력 숫자만큼 유닛을 생산할 수 있다.          |

이밖에도 기계화보병, 전술폭격기(폭격기가 2종류로 나뉨. 전술폭격기는 전투에 초점이 맞춰져 있음.), 순양함, 공군기지, 해군기지 등이 존재한다.

## 추축군과 연합군
E는 유럽, P는 태평양에서 등장한다.
추축군 : 독일(E), 이탈리아(E), 일본(P)
연합군 : 미국(E,P), 영국(E,P), 소련(E), 프랑스(E), 중국(지금의 중화민국)(P), ANZAC(앤잭) - 호주와 뉴질랜드(P)

## 중립국에 대한 규칙과 주요도시 그리고 룰
버전에선 중립국이 존재한다. 각각 성향대로, 친 추축국, 친 연합국, 영구 중립국이 있다.
(흰색으로 표시하며, 보병 숫자가 있는데 그 중립국에 들어가기 위해 전투를 벌여야한다.)
예 : 친 연합국 - 유고슬라비아, 아일랜드, 브라질, 그리스 등.
```
    친 추축국 - 불가리아, 이라크, 핀란드 등.
```

```
    친 연합국 - 유고슬라비아, 아일랜드, 브라질, 그리스 등.
```

```
    영구 중립국 - 터키, 앙골라, 남미의 대부분 국가, 스페인, 몽고 등.
```

그리고, 중립국에도 룰이 있다. 예를 들어 독일이 유고를 침공하거나, 영국이 핀란드를 침공하면, 전쟁상태가 되어 완전한 추축 또는 연합국으로 합류하게 된다. 만약, 공격이 성공하면 그 중립국을 점령한다. 그러나, 실패하면 그 들어간 친세력 방어 유닛은 중립국에 남고, 이동이 불가능하다. 반대로 미국이 아일랜드(Eire)를 침공하거나, 이탈리아가 이라크를 침공하면 점령후 통과가 가능하다.(공중유닛은 예외)그리고, 보병 숫자만큼 병력 이용이 가능하다.
만약 영구 중립국을 건드리면 중립국 전체가 친 연합 또는 친 추축으로 변모하게 된다. 예로, 일본이 몽고를 침공하면 전부 친 연합국에 합류한다.
반대로 소련이 터키를 침공하면, 전부 친 추축국으로 합류한다. 그리고 중립국 침공에 성공하면 IPC 획득이 가능하다.(물론 그렇지 않은 땅도 있다.)
추축국은 상하이Shanghai, 도쿄Tokyo, 베를린Berlin, 로마Rome, 바르샤바Warsaw를 통제한다.
연합국은 캘커타Calcutta, 마닐라Manila, 홍콩Hong Kong, 시드니Sydney, 호놀룰루Honolulu, 샌프란시스코San Francisco, 오타와Ottawa, 워싱턴Washinton, 런던London, 파리Paris, 카이로Cairo, 레닌그라드Leningrad, 모스크바Moscow, 스탈린그라드Stalingrad를 통제한다. - 도합 19개
추축군은 14개 이상의 도시를, 연합군은 일본, 이탈리아, 독일의 수도를 전부 함락시켜야 승리한다.(글로벌 버전)(물론 양측합의에 의해 항복이 가능)
태평양 버전에서는 일본이 캘커타Calcutta, 마닐라Manila, 홍콩Hong Kong, 시드니Sydney, 호놀룰루Honolulu, 샌프란시스코San Francisco
상하이Shanghai, 도쿄Tokyo중 6개를 통제하면 승. 연합군은 도쿄를 함락 시키면 승.
유럽 버전에서는 추축군은,오타와Ottawa, 워싱턴Washinton, 런던London, 파리Paris, 카이로Cairo, 레닌그라드Leningrad, 모스크바Moscow, 스탈린그라드Stalingrad, 베를린Berlin, 로마Rome, 바르샤바Warsaw중 8개를 점거하고, 베를린 또는 로마중 하나는 점거해야한다. 연합군은 베를린, 로마를 점거하면 승리한다.(물론 워싱턴, 런던, 모스크바, 파리를 모두 점거해야한다.)

## PC 게임
네이버의 자료실에서 PC게임의 데모를 받을 수 있으며, 독일군과 소련군을 플레이 할 수 있다. 각각 3가지 기능의 건물로 나누게 된다. 미션은 스탈린그라드 전투를 플레이 할 수 있다.
생산 건물 : 사령부, 보병 사단, 기갑 사단, 기계화 사단, 공수 사단
개발 건물 : 엔지니어 창고, 모터 풀, 포병 창고
보급 건물 : 보급창, 탄약창, 유류창
이 중 보급 건물은 탄약과 유류로 나누어 - 수치가 되면 수입이 감소하고, 돈 수입이 적자가 되면 돈이 감소한다. 그리고 0이 되면, 전투 중의 체력이 감소한다. 각 국가들은 3개 이상의 특수 유닛을 보유하고 있다.
소련 : 카츄샤 로켓포, 신병 연대, 저격병
독일 : 골리앗 무인 조종 폭탄, 킹 타이거탱크, 기계화 탱크(경탱크 3대 + 할프 트랙 2대)
영국 : 중무장 보병, 대공 보병, 화염 탱크, SAS팀
일본 : 탕켓(소형 전차), 특공대, 만세 부대
미국 : 화염방사기, 습격 팀, 기갑 보병, 해병(전함에서 생산 가능)

## 시리즈 목록
추축군과 연합군의 모든 에디션과 다른 시리즈는 다음과 같다.
- (영어) 추축군과 연합군(오리지널)   - 보드게임긱 평점 6.58/10.00
- (영어) 추축군과 연합군(2004년 개정 에디션:Axis & Allies 2004 Revised edition)   - 보드게임긱 평점 7.08/10.00
- (영어) 추축군과 연합군 아발론 힐 50주년(2008년) 에디션(Axis & Allies Anniversary Edition)   - 보드게임긱 평점 8.29/10.00
- (영어) 추축군과 연합군: 유럽(Axis & Allies: Europe)   - 보드게임긱 평점 6.63/10.00
- (영어) 추축군과 연합군: 태평양(Axis & Allies: Pacific)   - 보드게임긱 평점 6.81/10.00
- (영어) 추축군과 연합군: 디데이(Axis & Allies: D-Day)   - 보드게임긱 평점 6.50/10.00
- (영어) 추축군과 연합군: 벌지 전투(Axis & Allies: Battle of the Bulge)   - 보드게임긱 평점 7.14/10.00
- (영어) 추축군과 연합군: 과달카날(Axis & Allies: Guadalcanal)   - 보드게임긱 평점 7.26/10.00
- (영어) 추축군과 연합군 미니어처(Axis & Allies Miniatures)   - 보드게임긱 평점 6.53/10.00
- 추축군과 연합군 (PC 게임): 1998년 및 2004년